# Ontweringswater
Ontweringswater is een oplossing van 10% oxaalzuur in water of in een mengsel van ethanol en methanol. Het is geschikt om 'het weer' uit hout te verwijderen. Ook wordt het toegepast bij het verwijderen van vliegroest van autolak en dergelijke. Dit laatste heeft uitsluitend resultaat kort na de verontreiniging. 
De werking berust vooral op het feit dat 'het weer' in hout een gevolg is van de oxidatie van in hout voorkomende polyfenolen tot chinonen. De eerste hebben geen, de tweede een duidelijke bruine kleur. De uiteindelijke producten van deze oxidatie komen pas na geruime tijd tot stand. Oxaalzuur kan als reductor de chinonen weer omzetten naar de fenolen. Dit lukt niet meer bij de uiteindelijke reactieproducten.